# Theenhausen
Theenhausen ist ein Ortsteil von Werther (Westf.) im nordrhein-westfälischen Kreis Gütersloh. Die überwiegend ländliche Gegend liegt im Westen und Nordwesten der Stadt Werther.

## Geschichte
Vom Mittelalter bis zur Franzosenzeit war Theenhausen eine Bauerschaft der Vogtei Werther im Amt Sparrenberg der Grafschaft Ravensberg. Von 1807 bis 1810 gehörte Theenhausen zum Kanton Werther im Departement der Weser des Königreichs Westphalen und von 1811 bis 1813 zur Mairie (Bürgermeisterei) Werther im Département der oberen Ems des Kaiserreichs Frankreich. Nach der napoleonischen Niederlage fiel Theenhausen 1813 zurück an Preußen und kam 1816 zum neuen Kreis Halle. Im Kreis Halle gehörte die Gemeinde Theenhausen zum Amt Werther.
Theenhausen wurde durch das Bielefeld-Gesetz vom 24. Oktober 1972 mit Wirkung vom 1. Januar 1973 in die Stadt Werther eingegliedert. Dabei wurden einige Flurstücke den umliegenden Städten Borgholzhausen und Halle zugesprochen. Große Teile der Grenze von Theenhausen bilden gleichzeitig die Grenze zum Land Niedersachsen.

### Einwohnerentwicklung
Nachfolgend dargestellt ist die Einwohnerentwicklung von Theenhausen. In der Tabelle werden auch die Einwohnerzahlen von 1970 (Volkszählungsergebnis) und 1972 angegeben.

Bevölkerungsentwicklung in Theenhausen
zwischen 1817 und 1965

| Jahr | Einwohner |
| ---- | --------- |
| 1799 | 0555      |
| 1817 | 0581      |
| 1900 | 0506      |
| 1939 | 0458      |
| 1946 | 0704      |
| 1961 | 0650      |
| 1965 | 0780      |
| 1970 | 1052      |
| 1972 | 1066      |
| 2019 | 0623      |